# Байса (река)
Байса — река в Кировской области России, правый приток Вятки (бассейн Волги). Протекает по Лебяжскому и Уржумскому районам. Устье реки находится в 304 км по правому берегу реки Вятка. Длина реки составляет 60 км. Площадь водосборного бассейна — 591 км².
Исток реки находится в деревне Кужнур в 35 км к юго-западу от посёлка Лебяжье. Река течёт на северо-восток, на берегах реки многочисленные населённые пункты, крупнейшие из которых — сёла Ветошкино, Большой Сердеж, Вотское. Впадает в Вятку у села Мысы. Одноимённое село Байса находится в двух километрах от реки. Ширина реки в нижнем течении около 35 метров.

## Притоки (в км от устья)
- река Мунарка (пр)
- 16 км: река Сердежка (пр)
- 18 км: река Ноля (лв)
- река Помасерка (пр)
- 28 км: река Водовойка (пр)
- река Туманка (лв)
- река Орша (лв)
- 37 км: река Паравойка (пр)
- 45 км: река Индыгойка (пр)

## Данные водного реестра
По данным государственного водного реестра России относится к Камскому бассейновому округу, водохозяйственный участок реки — Вятка от города Котельнич до водомерного поста посёлка городского типа Аркуль, речной подбассейн реки — Вятка. Речной бассейн реки — Кама.
Код объекта в государственном водном реестре — 10010300412111100037815.